# Dan Boneh
Dan Boneh (in ebraico דן בונה‎?; 1969) è un informatico israeliano, noto come ricercatore nel campo della crittografia applicata e della sicurezza informatica.

## Biografia

### Studi
Nato in Israele nel 1969, Boneh conseguì il Ph.D. in informatica presso la Princeton University 
nel 1996, sotto la supervisione di Richard J. Lipton.

### Ricerca
Insieme a Matt Franklin, dell'Università della California a Davis, Boneh è uno dei protagonisti dello sviluppo della crittografia basata su pairing che fa uso dei pairing di André Weil.

### Insegnamento
È professore di informatica e ingegneria elettronica alla Stanford University. Tiene anche corsi di crittografia per Coursera,  l'iniziativa educativa in campo tecnologico fondata da Andrew Ng e Daphne Koller.

## Riconoscimenti
Boneh ha ricevuto diversi premi, tra cui i seguenti:
- Packard Award
- Alfred P. Sloan Award
- Terman Award
- RSA Award

## Industria
- Nel 2000, Boneh è stato cofondatore di Ingrian Networks Archiviato il 28 novembre 2011 in Internet Archive., insieme a Roy Thiele-Sardiña e Rajeev Chawla.
- Nel 2002, Boneh è stato cofondatore di Voltage Security[1].